# Miklós Maróth
Miklós Maróth (* 5. února 1943, Budapešť) je maďarský filolog, orientalista, univerzitní pedagog, v letech 1992 až 1999 děkan filozofické fakulty Katolické univerzity Petra Pázmánye, mezi lety 2008 až 2014 viceprezident Maďarské akademie věd (MTA).

## Biografie
Narodil se roku 1943 v Budapešti v tehdejším Maďarském království. V roce 1961 odmaturoval na Pannonhalmi Bencés Gimnázium és Szakkollégium v Pannonhalmě. Poté nastoupil na  ke studiu oboru arabština–latina–řečtina, kde získal roku 1967 diplom. Univerzitní doktorát získal v roce 1970 disertací na téma Közép-Ázsia térképe al-Khwárizmí átdolgozásában. Mezi lety 1973 a 1974 studoval na Vídeňské univerzitě. Od roku 1970 působí na Maďarské akademie věd. Oblastí jeho výzkumu je problematika starověké řecké a východní kultury včetně filozofie. Mezi lety 1992 až 1999 byl děkanem filozofické fakulty Katolická univerzita Petra Pázmánye. V letech 2008 až 2014 působil jako viceprezident Maďarské akademie věd.

### Politika
Na jaře 2022 se jeho jméno objevilo mezi zvažovanými kandidáty vládní koalice Fidesz–KDNP na post hlavy státu v prezidentských volbách 2022. Stejně tak v únoru 2024 se Maróth stal jedním ze zvažovaných kandidátů vládní koalice Fidesz–KDNP pro prezidentské volby 2024.

## Ocenění
- Maďarsko: Marót Károly-díj (1971, 1972)
- Maďarsko: Ábel Jenő-érem (1994)
- Maďarsko: Pest Megye Önkormányzatának Tudományos díja (1996)
- Maďarsko: Pest Megyéért Emlékérem (1999)
- Maďarsko: Magyar Művészeti Akadémia Aranyérme (1997)
- Maďarsko: Maďarský záslužný kříž – záslužný kříž (1998)
- Argentina: Čestné občanství Buenos Aires (2009)
- Maďarsko: Čestné občanství Piliscsaba (2009)
- Írán: Ibn Sina (2009)
- Maďarsko: Széchenyiho cena (2016)
- Maďarsko: Prima Primissima díj (2016)
- Maďarsko: Magyar Corvin-lánc (2018)
- Maďarsko: Maďarský záslužný kříž – velkokříž (2023)